# Vysokorychlostní trať Che-fej – Fu-čou
Vysokorychlostní trať Che-fej – Fu-čou (čínsky v českém přepisu Che-fu kao-su tchie-lu, pchin-jinem Héfú gāosù tiělù, znaky zjednodušené 合福高速铁路), někdy také zvaná Zvláštní osobní trať Che-fu (čínsky v českém přepisu Che-fu kche-jün čuan-sien, pchin-jinem Héfú kèyùn zhuānxiàn, znaky zjednodušené 合福客运专线), je dvoukolejná elektrifikovaná vysokorychlostní trať v Číně spojující Che-fej, hlavní město provincie An-chuej, a Fu-čou, hlavní město provincie Fu-ťien. Trať byla uvedena do provozu 28. června 2015 a její celková délka je 813 km. Hlavním dopravcem provozující pravidelné vysokorychlostní spoje je China Railway High-speed.
Trať je součástí vysokorychlostní trati Peking – Tchaj-pej.

## Historie
Plán výstavby vysokorychlostní trati Che-fej – Fu-čou byl schválen Národní rozvojovou a reformní komisí v červenci 2009, projekt byl poté oznámen Ministerstvem železnic v prosinci téhož roku. Stavba začala v dubnu 2010 a byla dokončena červnu 2015. Odhadovaná celková cena projektu je 109,8 mld. jüanů (~380 mld. CZK).

## Trať
Trať začíná v Che-feji a pokračuje na jih přes Čchao-chu, Tchung-ling, Ťi-si a Chuang-šan v An-chueji, dále Wu-jüan a Šang-žao v provincii Ťiang-si a poté Wu-i-šan, Nan-pching a Fu-čou v provincii Fu-ťien. Celková délka trati je 813 km. 86 % délky trati je kvůli hornatému terénu v regionu vedeno po viaduktech nebo v tunelech. Trať je projektovaná pro provoz při maximální rychlosti 350 km/h.
Doba cesty mezi Che-fejí a Fu-čou se díky trati zkrátila ze 14 hodin na čtyři hodiny, a doba cesty mezi Pekingem a Sia-menem se snížila ze 31,5 hodin na devět hodin.

## Stanice
| Lokace    | Lokace      | Lokace      | Název stanice     | Kilometráž （km） |
| Provincie | Prefektura  | Okres       | Název stanice     | Kilometráž （km） |
| --------- | ----------- | ----------- | ----------------- | ----------------- |
| An-chuej  | Che-fej     | Čchang-feng | Ch-fej pej-čcheng |                   |
| An-chuej  | Che-fej     | Šu-šan      | Che-fej západ     |                   |
| An-chuej  | Che-fej     | Šu-šan      | Šu-šan východ     |                   |
| An-chuej  | Che-fej     | Pao-che     | Che-fej jih       | 0                 |
| An-chuej  | Che-fej     | Fej-tung    | Čchang-lin-che    | 24,45             |
| An-chuej  | Che-fej     | Čchao-chu   | Čchao-chu východ  | 69-71,2           |
| An-chuej  | Wu-chu      | Wu-wej      | Wu-wej            | 105,55            |
| An-chuej  | Tchung-ling | I-an        | Tchung-ling sever | 139,52            |
| An-chuej  | Wu-chu      | Nan-ling    | Nan-ling          | 173,3             |
| An-chuej  | Süan-čcheng | Ťing        | Ťing-sien         | 194,87            |
| An-chuej  | Süan-čcheng | Ťing-te     | Ťing-te           | 237,9             |
| An-chuej  | Süan-čcheng | Ťi-si       | Ťi-si sever       | 264,4-268,3       |
| An-chuej  | Chuang-šan  | Še          | Še-sien sever     | 290,53            |
| An-chuej  | Chuang-šan  | Chuej-čou   | Chuang-šan sever  | 306,2-309,8       |
| Ťiang-si  | Šang-žao    | Wu-jüan     | Wu-jüan           | 383,875           |
| Ťiang-si  | Šang-žao    | Te-sing     | Te-sing           | 415,1             |
| Ťiang-si  | Šang-žao    | Sin-čou     | Šang-žao          | 475,115           |
| Ťiang-si  | Šang-žao    | Kuang-sin   | Wu-fu-šan         | 500,36            |
| Fu-ťien   | Nan-pching  | Wu-i-šan    | Wu-i-šan sever    | 551,6             |
| Fu-ťien   | Nan-pching  | Ťien-jang   | Nan-pching-š      | 586,1             |
| Fu-ťien   | Nan-pching  | Ťien-ou     | Ťien-ou západ     | 637,5             |
| Fu-ťien   | Nan-pching  | Jen-pching  | Jen-pching        | 690,35            |
| Fu-ťien   | Ning-te     | Ku-tchien   | Ku-tchien sever   | 732,26            |
| Fu-ťien   | Fu-čou      | Min-čching  | Min-čching sever  | 762,1             |
| Fu-ťien   | Fu-čou      | Ťin-an      | Fu-čou            | 812,64            |